# Kabinett außer Kontrolle
Kabinett außer Kontrolle (Originaltitel: In the Loop) ist eine britische Filmsatire von Armando Iannucci aus dem Jahr 2009. Der Film ist ein Spin-off der mehrfach ausgezeichneten BBC-Fernsehserie The Thick of It.

## Handlung
Während eines Radiointerviews auf BBC Radio 4 antwortet der häufig ungeschickte Entwicklungsminister Simon Foster auf die Frage, ob die USA bald Krieg im Nahen Osten führen werden, dass dies „unvorhersehbar“ sei. Malcolm Tucker, Kommunikationsdirektor des Premierministers, ist entsetzt über dieses PR-Desaster und macht den jungen Berater Toby Wright an dessen erstem Arbeitstag dafür verantwortlich, Foster auf „Linie des Ministers“ zu bringen. Dank seiner Freundin Suzy, die für Außenminister Michael Rodgers arbeitet, kann Toby seinen Chef Foster in ein bilaterales Treffen des Außenministeriums mit Vertretern der USA einschleusen. Während die amerikanische Assistant Secretary of State Karen Clark dort verdeutlicht, dass kein Krieg bevorstünde und den Frieden bewahren möchte, versucht Foster seinen Fehler aus dem Radiointerview wiedergutzumachen, verheddert sich dabei jedoch in weiteren missverständlichen Formulierungen. Durch die beiläufige Erwähnung eines anderen Mitarbeiters aus dem US-Außenministerium erfährt Clark, dass es offenbar ein geheimes Komitee zur Vorbereitung einer Invasion gibt.
Zurück im US-Außenministerium forscht Clark mit Hilfe ihrer Assistentin Liza Weld diesem Verdacht nach und muss feststellen, dass ihr Kollege Linton Barwick tatsächlich hinter ihrem Rücken unter der verharmlosenden Bezeichnung „Future Planning Comittee“ Gespräche organisiert, die ihre Bemühungen um Frieden unterlaufen. Clark bittet ihren alten Freund Lt. General Miller um Rat und will den Vorgang „internationalisieren“, indem sie den britischen Minister Foster hinzuzieht. Dieser reist mit seinem Mitarbeiter Toby nach Washington, wobei Toby einem alten Freund bei CNN gegenüber die bislang geheime Existenz des Komitees ausplaudert. Lintons Widersacher nutzt nun Fosters unglückliche Formulierungen für seine Zwecke und wirbt weiterhin für den Krieg. Linton übt Druck aus auf Tucker, der daraufhin Argumente gegen ein militärisches Eingreifen verschwinden lässt und Linton so die gewünschte britische Begründung liefert. Damit geht der Präsident der Vereinigten Staaten zu den Vereinten Nationen, wo es ihm gelingt, dass eine UN-Resolution für den Krieg verabschiedet wird. Selbstverständlich spricht auch der Premierminister des Vereinigten Königreichs seine Solidarität aus und erklärt den Krieg.
Während Clark aus Protest ihren Rücktritt einreicht, beschließt ihr Freund Miller zu ihrer Enttäuschung im Amt zu bleiben und den Krieg mitzutragen.
Zuvor hatte Foster aus Skrupel angesichts der Kriegstreiberei das Gerücht streuen lassen, er denke über seinen Rücktritt nach. Dann jedoch weigert er sich zunächst, wird dann aber von Tucker wegen eines unbedeutenden Konfliktes in seinem Wahlkreis gefeuert.

## Kritik
Kabinett außer Kontrolle stieß bei der Kritik auf sehr positive Resonanz. Auf der Bewertungswebsite Rotten Tomatoes hat der Film eine Zustimmungsrate von 94 % basierend auf 179 Kritiken, mit einer Durchschnittsbewertung von 7,8/10 Punkten. Zusammenfassend heißt es dort: „Kabinett außer Kontrolle ist eine ungewöhnlich witzige politische Satire, eine Mischung aus Dr. Seltsam und Spinal Tap für die Ära des Irakkriegs.“ In seiner Liste der „70 beste Komödien des 21. Jahrhunderts“ des Rolling Stone belegte der Film den zweiten Platz.

## Auszeichnungen
- eine Nominierung bei der Oscarverleihung 2010 für das Beste adaptierte Drehbuch
- zwei Nominierungen bei den British Academy Film Awards 2010 (Bester britischer Film, bestes adaptiertes Drehbuch)
- eine Auszeichnung als Bester Film bei den British Comedy Awards 2010
- Chlotrudis Award bestes Ensemble